# Torrens (rzeka)
Rzeka Torrens (ang. River Torrens) – rzeka w południowej Australii. Jej długość wynosi 85 km.
Rozpoczyna swój bieg z obszaru Adelaide Hills w pobliżu Mount Pleasant i płynie na zachód przez Birdwood i Gumeracha, wkracza na teren Adelaide w dzielnicy Athelstone i dalej płynie w kierunku centrum miasta, wzdłuż jej brzegów biegnie tor O-bahn.
Torrens przepływa pomiędzy centrum Adelaide a dzielnicą North Adelaide. Na wysokości centrum miasta znajduje się jaz tworzący małe jezioro. Od tego miejsca rzeka biegnie przez 8 km w kierunku zachodnim, jej ujście znajduje się w Zatoce św. Wincentego.
Warto zwrócić uwagę na to, że w języku angielskim zwyczajowo już nazwa tej rzeki brzmi zawsze "River Torrens", a nie "Torrens River".